# Língua sekani
O Sekani é uma língua Atabascana falada pelo povo Sekani do centro-norte da Colúmbia Britânica, Canadá.

## Fonologia

### Consoantes
Sekani tem 33 sons consoantes:
|                         |              | Bilabial | Alveolar | Alveolar | Post- Alveolar | Velar | Velar | Glottal |
| central                 | lateral      | Bilabial | plana    | labial   | Post- Alveolar |       |       | Glottal |
| Stop                    | não aspirada | p        | t        |          |                | k     | kʷ    |         |
| Stop                    | aspirada     | (pʰ)     | tʰ       |          |                | kʰ    | kʷʰ   |         |
| Stop                    | ejetiva      |          | tʼ       |          |                | kʼ    | kʼʷ   | ʔ       |
| Africada                | não aspirada |          | ts       | tɬ       | tʃ             |       |       |         |
| Africada                | aspirada     |          | tsʰ      | tɬʰ      | tʃʰ            |       |       |         |
| Africada                | ejetiva      |          | tsʼ      | tɬʼ      | tʃʼ            |       |       |         |
| Nasal                   |              | m        | n        |          |                |       |       |         |
| Fricativa- Aproximante* | surda        |          | s        | ɬ        | ç              | x     | xʷ    | h       |
| Fricativa- Aproximante* | sonora       |          | z        | l        | j              | ɣ     | w     |         |

- *Sekani, como outras Atabascanas, não contrasta fricativas com aproximantes.

### Vogais
|         | Frontal | Central | Posterior |
| Fechada | i       |         | u         |
| Média   | e       | ə       | o         |
| Aberta  |         | a       |           |

### Tons
Sekani apresenta dois tons, alto e baixo, sendo o primeiro “default”. Assim, as sílabas têm normalmente o tom alto, havendo marcação somente para o tom baixo.

## Amostra de texto
Gwuda muma kwùne ghidubùt. Dǫ̀ʼawwòòlàh. ʼIi sǫ chighdudùlh ʼighdudììchèh. Muma chets --- chighdugeh.
Português
Sua família estava com fome. Eles estavam morrendo de fome. Em seguida, eles o enxotaram para para fora de acampamento para tentar subsistir . Eles estavam ninando-o ( Tsìgazii ), quando eles o enxotaram.